# Jean-Philippe Uzan
 (décembre 2021).
Pour les articles homonymes, voir Uzan (homonymie).
Jean-Philippe Uzan est un cosmologiste français, directeur de recherche au Centre national de la recherche scientifique.

## Biographie
Ancien élève de l’École nationale supérieure des mines de Paris, il a obtenu un DEA de physique théorique puis réalisé une thèse (soutenue en 1998) au Département d’astrophysique relativiste et de cosmologie (DARC) à l’observatoire de Meudon sous la direction de Nathalie Deruelle. Après un post-doc au Département de physique théorique de l’université de Genève pendant lequel il travaille avec Ruth Durrer, il est recruté en 1999 au CNRS (section 02) et affecté au laboratoire de physique théorique de l'université de Paris XI à Orsay. En 2005, il est affecté à l'institut d'astrophysique de Paris (IAP) et nommé directeur de recherche en 2009.[réf. souhaitée]
Il est spécialiste de gravitation et cosmologie relativiste et a publié plus de 130 articles dans des revues à comité de lecture. Il a reçu plusieurs prix dont  le prestigieux Prix Georges-Lemaître en 2015. Il est éditeur adjoint des revues General Relativity and Gravitation et Foundation of Physics.[réf. souhaitée]
De juin 2013 à juin 2017, il a été le directeur adjoint de l'Institut Henri-Poincaré (IHP).[réf. souhaitée]
Il est l'un des conférenciers d'honneur invité pour la séance publique de la 26e réunion de la Conférence générale des poids et mesures (CGPM) le jour du vote de la révision historique du Système International d'unités le 16 novembre 2018 à Versailles.

## Recherche
Jean-Philippe Uzan est spécialiste de gravitation et de cosmologie relativiste. Il a travaillé sur plusieurs aspects en relation avec la cosmologie primordiale et la cosmologie observationnelle.
Il a développé de nombreux tests de la relativité générale aux échelles astrophysiques et cosmologiques. L’étude des constantes fondamentales  offre un test du principe d’équivalence au cœur de la théorie de la gravitation d’Einstein. Il a établi plusieurs contraintes sur leur variation en particulier à partir de la nucléosynthèse primordiale, du fond diffus cosmologique, des étoiles de population III ou de l'expérience MICROSCOPE. Il a étudié les théories tenseur-scalaires, alternatives potentielles à la relativité générale, et leur signature en cosmologie (nucléosynthèse primordiale, fond diffus cosmologie et grande structure). En 2001, il a proposé, avec Francis Bernardeau du CEA, le premier test, de la relativité générale aux échelles cosmologiques.
En cosmologie observationnelle, il a travaillé sur la nucléosynthèse primordiale, le fond diffus cosmologique, les grandes structures, les effets de lentilles gravitationnelles et le fond diffus d’ondes gravitationnelles. Il a en particulier obtenu la première prédiction du spectre de puissance du fond stochastique d'ondes gravitationnelles d'origine astrophysique et de ses corrélations avec la distribution de galaxies et les effets de cisaillements gravitationnels. Avec Julien Larena et Pierre Fleury, il a proposé une nouvelle approche (Stochastic lensing) des effets des structures à petite échelle sur les effets de lentilles gravitationnelles en cosmologie ainsi qu’une solution du problème de Ricci-Weyl.
Il a proposé divers tests des hypothèses sur lesquelles repose le modèle standard de la cosmologie. En 2008, avec George F. R. Ellis et Chris Clarkson, il a proposé un test du principe copernicien puis, avec Cyril Pitrou et Thiago Pereira, un test de l’isotropie de l’expansion de l’Univers, ainsi que plusieurs tests de la relation de dualité de distances. Il a aussi étudié la topologie de l'Univers et obtenu de nombreuses contraintes sur la taille et la forme de l’Univers.
Dans le domaine de la cosmologie primordiale, il a aussi obtenu des résultats concernant la non-gaussianité des grandes structures, que ce soit pendant l'inflation ou engendrées par la dynamique non-linéaire (en particulier pour leurs signatures observationnelles sur le fond diffus cosmologique), ainsi que sur la théorie des perturbations dans des espaces-temps non isotropes (du type Bianchi I,). Avec Lev Kofman et Francis Bernardeau, il a proposé une extension de l’inflation menant à une modulation des perturbations pendant la phase de réchauffement.
Avec Shinji Mukohyama, il a construit un modèle spéculatif permettant de considérer le temps comme un phénomène émergent.

## Prix et distinctions
- 2025 : Prix Jules Janssen de la Société astronomique de France[24]
- 2019 : Prix Ciel et Espace du livre d’astronomie 2019, pour le livre « Big-Bang - comprendre l’univers depuis ici et maintenant »[25]
- 2015 : Prix Georges-Lemaître[26]
- 2011 : Prix spécial du Festival d’astronomie de Haute-Maurienne, pour le livre « Multivers – mondes possibles de l’astrophysique, de la philosophie et de l’imaginaire »[27]
- 2010 : Prix Paul-Langevin de la Société française de physique[28]

## Hommages
- 2020 : L'astéroïde (35391) Uzan, de 5 km de diamètre, porte son nom[29].
- 2016 : Le compositeur Fabien Waksman lui dédie le quintette pour quatuor à cordes et piano « Le Baiser de la mort ».[réf. souhaitée]
- 2016 : L’arboretum du Val des Dames de Gretz-Armainvilliers l’honore par la plantation d’un arbre (peuplier baumier de Chine) le 22 octobre 2016.[réf. souhaitée]

## Enseignement
Jean-Philippe Uzan a enseigné principalement la relativité générale et la cosmologie. Il a été chargé de TD (Travaux Dirigés) en relativité au DEA de Physique Théorique de l’École Normale Supérieure de 1996 à 1998 puis de 2001 à 2003, ainsi qu’à l’université de Genève (1999-300). Il a enseigné la cosmologie au M2 de Physique Théorique de l’ENS de 2007 à 2010. Il a aussi enseigné la physique (relativité restreinte, mécanique quantique, physique statistique et physique nucléaire) à l’École nationale supérieure des mines de Paris de 2007 à 2010. Il enseigne aussi régulièrement dans des écoles internationales.
Ses cours ont été la base de deux monographies, publiées initialement en français et traduites en anglais par Oxford University Press, l’une de cosmologie (2005) avec Patrick Peter et la seconde sur les théories de la relativité avec Nathalie Deruelle (2015).
Il enseigne régulièrement en Afrique dans les centres du réseau AIMS dont il est membre du « Scientific advisory board » depuis 2014.

## Institut Henri-Poincaré
De 2013 à 2017 il a été le directeur adjoint de l’institut Henri-Poincaré auprès de Cédric Villani. Dans ce cadre, il s’est investi pour l’extension de l’institut et la création de la Maison des Mathématiques contenant, entre autres, un musée des mathématiques. Il a écrit avec Cédric Villani et Vincent Moncorgé l’ouvrage « La Maison des Mathématiques » (2015) décrivant la vie de l’institut et dirigé l’ouvrage collectif « Modèles mathématiques » (2017) décrivant la collection de modèles de la bibliothèque de l’IHP. Pendant 4 ans, il a aussi programmé et animé, avec Quentin Lazzarotto et Cédric Villani, le ciné-club mensuel de l’IHP « Univers Convergents » au cinéma le Grand Action.
En 2015, pour l'anniversaire des 100 ans de la publication de la théorie de la Relativité Générale d'Einstein, dont Jean-Philippe Uzan est un spécialiste, il a co-écrit et présenté le documentaire Einstein et la Relativité générale, une histoire singulière. Réalisé par le cinéaste Quentin Lazzarotto, le film fait apparaître de grands chercheurs internationaux comme Jocelyn Bell-Burnell, Roger Penrose, Thibault Damour, ou Carlo Rovelli.

## Diffusion des connaissances
Jean-Philippe Uzan s’investit depuis sa thèse dans la diffusion des connaissances. Il a donné plus d’une centaine de conférences grand public, développé des projets pédagogiques dans le cadre scolaire et écrit deux livres pour enfants. Il a contribué à plusieurs ouvrages collectifs et écrit plusieurs livres de vulgarisation ainsi qu’un documentaire sur la relativité générale.
Depuis 2003, il est membre du comité de programmation du festival d’Astronomie de Fleurance auquel il participe régulièrement. En 2006, avec Roland Lehoucq et Elisabeth Vangioni il propose le premier festival astro-jeune. En 2017, il imagine pour la clôture du festival une conférence entre science, art et littérature complètement dans noir, accompagné de ses deux enfants.
Le spectacle a été ensuite joué aux Théâtre de la Ville (12 avril, 2 représentations) et à Beyrouth.
En 2017, il est élu secrétaire général de l'Uranoscope de France, une association visant à développer les relations entre astronomes, professionnels ou non, à travers le monde. Il s'implique activement aux côtés de l'association "Les p'tits cueilleurs d'étoiles" créée par Sylvain Bouley pour amener le ciel aux enfants hospitalisés. Avec ce collectif, il est aussi à l’origine de l’événement On the Moon Again  qui a invité les possesseurs de télescopes à sortir dans la rue pour faire observer notre satellite au grand public. L’opération a été un succès mondial, suivie par 77 pays et plus de 1300 sites d’observation dans le monde.
Il est le parrain du 19e Salon des jeux Mathématiques, organisé par le Comité International des Jeux Mathématiques (CIJM) place Saint-Sulpice en mai 2018.
Il est à l’origine du projet Sanctuary  visant à déposer sur la Lune, sur le lieu même où Apollo 17 avait aluni, un sanctuaire des connaissances de l'humanité. Ce projet piloté par Benoit Faiveley est aujourd’hui mené par un collectif constitué de Nathalie Besson, Martin Krzywinski, Roland Lehoucq, Emmanuel Pietriga, Jean-Sébastien Steyer et Jean-Philippe Uzan. L'objet de 800 grammes sera accueilli par le module lunaire ALINA développé par l'équipe allemande du PTS.
En 2019, il propose à la Mairie de Paris d’utiliser la Tour Eiffel comme un gnomon. Avec Denis Savoie, il réalise pour la conférence TimeWorld un cadran solaire dont la Tour Eiffel est le style. Les deux chercheurs proposent à la Mairie de Paris de matérialiser au sol l’ombre méridienne de la Tour Eiffel pour que l’on puisse venir voir chaque jour midi solaire de la Tour. Ce geste redonnerait à la Tour une fonction horaire qu’elle avait avec le canon de midi.

## Travail avec des artistes
Jean-Philippe Uzan travaille à développer des projets ou créer des univers avec plusieurs artistes. Il explique sa vision de ce genre de collaborations et de la porosité entre arts et sciences sur France Inter dans l’émission les Savanturiers (2017).
De 2005 à 2010, il travaille avec le metteur en scène Étienne Pommeret à l’écriture et à la création de la pièce de théâtre Kant, basée sur un texte de l’écrivain norvégien Jon Fosse. La pièce se déroule en trois actes : le texte de Jon Fosse dans lequel le jeune Christopher, âgé de neuf ans, s’interroge sur la finitude de l’univers. Un univers infini l’angoisse et comment imaginer une fin à l’univers. Qu’y aurait-il après ? Suit une mini-conférence explorant la notion de l’infini et la façon dont les astronomes et les penseurs ont abordé l’infinitude de l’univers. Le tout se finit par un échange avec le public. La pièce a été jouée une centaine de fois avec les acteurs Julien Flament, Muriel Martinelli (2005-2006) puis Sarah Taradach (2007-2010), et Jean-Philippe Uzan. En 2019, toujours avec Étienne Pommeret, il écrit, réalise et joue la pièce 5.Tera-Nuits+1 créée du 8 au 17 novembre 2019 au théâtre de la Reine blanche (Paris).
À la suite d'un projet avec le compositeur Eddie Ladoire lancé par la Fondation 93 dans une école élémentaire de Bobigny, naît l’idée de l’astronome aveugle, que Jean-Philippe Uzan décrit dans son ouvrage L’harmonie secrète de l’univers (2017). Ce projet mènera à la création de l’installation musicale Vostok en collaboration avec le compositeur Eddie Ladoire et le plasticien Joep van Lieshout. Cette pièce électroacoustique s’écoutant dans une cabine a été créée le 9 décembre 2010 à la Cité des sciences et de l'industrie de Paris. Elle a été présentée à la Cité internationale des arts lors de la Nuit blanche du 1er octobre 2011 et a été acquise par le Centre national des arts plastiques en 2012.
Depuis 2015 il collabore avec le compositeur Fabien Waksman avec qui il a piloté un projet pédagogique dans le cadre de l’Opéra de Paris avec des étudiants en composition du Conservatoire national supérieur de musique et de danse de Paris et en science de l’Université Pierre-et-Marie-Curie. La Création du spectacle L’harmonie de l’univers a eu lieu au CNSMDP le 8 avril 2016. Leur collaboration s’est aussi concrétisée par la composition par Fabien Waksman du quintette avec piano Le baiser de la mort créé en 2016.
Entre 2015 et 2016, Jean-Philippe Uzan et Zoé Thouron écrivent trois épisodes de la rubrique « Matière Grise » de La Revue dessinée mais, cette dernière ne trouvant pas son public, elle sera arrêtée fin 2016. Pour la revue Quadrature il a écrit une nouvelle de science-fiction intitulée Ceteris Paribus.
Depuis 2015, il participe au groupe de travail « L’incertitude des formes » au Studio national des arts contemporains du Fresnoy. Dans ce cadre, il travaille avec Arnaud Petit et Alain Fleischer pour créer Formulaire, un diptyque vidéo autour des modèles mathématiques de l’Institut Henri-Poincaré exposé au Palais de Tokyo dans le cadre de l’exposition « Le rêve des formes » (12 juin-12 septembre 2017).
C’est au Fresnoy qu’il rencontre l’artiste SMITH avec qui il développe plusieurs projets. Il fait une apparition dans TRAUM (en particulier dans une performances au Transpalette de Bourges en janvier 2017). Il participe à la création du projet Saturnium avec SMITH et Antonin-Tri Hoang (titulaires du prix Swiss Life pour Saturnium). Il imagine le faux cahier de Marie Curie relatant la découverte de ce crypto-élément chronoactif, les travaux de Bogdan-Joe Liu-Khury et leur analyse par Stephany Hawqueen. Le projet est décrit dans le livre éponyme publié par Acte Sud (2017) et dans Télérama.
Dans la revue Palais, il lance avec l’artiste SMITH le projet Désidération. Entre science et fiction, ils imaginent l’histoire d’une humanité nouvelle en quête d’un lien organique avec les étoiles, se connectant physiquement au cosmos et s’ouvrant ainsi à une altérité extraterrestre. Mi-fictionnel mi-manifeste, cet univers questionne les notions d’identité, d’altérité, notre lien à l’univers et la solitude cosmique qui en découle. Le projet se décline sous diverses formes (conférences, performances, photos, films, textes...) et dessine un des points de l'endocosmologie. Leur première performance sur ce sujet a eu lieu au Collège de France le 6 septembre 2017. Avec Lucien Raphmaj, ils fondent la cellule Cosmiel afin d’explorer les diverses facettes de la
désidération et présentent leur premier projet au MacVal dans le cadre de
l’exposition collective « Lignes de vies - une exposition de légendes » (30 mars -
25 août 2019). La cellule s'expose à la Galerie des Filles du Calvaire pour "désidération: prologue" (26 octobre-23 novembre 2019), où elle convie de nombreux artistes et penseurs pour explorer l'influence de ce concept dans les arts, la science, et l'histoire.

## Ouvrages collectifs
- Jurassic Park et les Sciences, sous la direction de Jean-Sébastien Steyer et Nicolas Allard, Editions Belin (2024)  (ISBN 978-2410028768)
- Pourquoi moi ?, Belin (2021)  (ISBN 241002288X)
- Imaginer le monde de demain, sous la direction de Xavier Pavie, Editions Maxima Laurent du Mesnil (2021)  (ISBN 2818810396)
- Fine-Tuning in the Physical Universe, sous la direction de David Sloan, Cambridge University Press (2020)  (ISBN 1108484549)
- Lettres à Marie Curie, sous la direction de Jean-Marc Levy-Leblond, Eds. Marchaisse (2020)  (ISBN 978-2362802195)
- Les Promesses de la science, sous la direction de Fabienne Chauvière, Flammarion (2019)  (ISBN 2081493721)
- Qu'est-ce que la gravité ?, sous la direction de Etienne Klein, Philippe Brax, Pierre Vanhove, Dunod (2019) (ASIN B07R99HH1F)
- Objets Mathématiques, sous la direction de l'Institut Henri-Poincaré, CNRS Editions (2017)  (ISBN 978-2-271-11743-4)
- The philosophy of cosmology, sous la direction de K. Chamcham, J. Silk, J.D. Barrow and S. Saunders, Cambridge University Press (2017)  (ISBN 978-1107145399)
- Une énergie, des énergies - Comment fonctionne le monde ?, sous la direction de B. Salviat, B. Proust et K. Allégraud, Belin (2015)  (ISBN 978-2701193533)
- Variations sur un même ciel, sous la direction de Jean-Philippe Uzan, édition La Ville Brûle (2012)  (ISBN 9782360120314)
- Dark energy: observational and theoretical approaches, sous la direction de Pilar Ruiz-Lapuente, Cambridge University Press (2010)  (ISBN 9780521518888)
- Le Ciel à découvert, sous la direction de Jean Audouze, CNRS Éditions (2010)  (ISBN 9782271069184)
- Panorama de la physique, sous la direction de Gilbert Pietryk, Belin (2007)  (ISBN 9782701139722)

## Participation à des ouvrages et œuvres
- 10 seconds to lift-off, vol.2, Chloé Marsigny sextet, avec piste 1 Jean-Philippe Uzan Notre ciel est notre histoire, (2024) [CD].

- Saturnium, conte musical et photographique, Antonin-Tri Hoang & SMITH, avec Jean-Philippe Uzan, Acte Sud (2017)  (EAN 314-9-02811-372-3).

- Party Buss, Wijkmanska Blecket, One Shot 003 (1996) [CD].

## Films et documentaires
- Einstein et la Relativité Générale : une histoire singulière[58], Quentin Lazzarotto (Real.), Jean Eisenstaedt et J.-P. Uzan (auth.), Look at sciences / RMC Découverte (Prod.) (2015).

- Entre ciel et Terre - Einstein reconstruit l'univers[59], E. Turpin (Real.), intervenant (2015) - Diffusion Arte.

- Galilée, une étoile est née[60], P. Tourancheau (Real.), intervenant (2007) - diffusion France 5.